# Trachelas cambridgei
Trachelas cambridgei là một loài nhện trong họ Trachelidae.
Loài này thuộc chi Trachelas. Trachelas cambridgei được Otto Kraus miêu tả năm 1955.